# 윌리앙 엔히키
윌리앙 엔히키 호드리게스 다 시우바(포르투갈어: William Henrique Rodrigues da Silva, 1990년 2월 10일 ~ )는 윌리앙 엔히키(William Henrique)로 불리는 브라질 국적의 축구 선수이다.